# Odell Hodge
Odell Hodge (26 maart 1976) is een Amerikaans voormalig basketballer en sportief manager.

## Jeugd
Hodge stond al sinds zijn tijd op de Laurel Park High School in Martinsville bekend om zijn scorend vermogen. 
Hij staat in de staat Virginia in de Top 25 single season scoring leaders of all-time. Dit omdat hij  786 punten maakte in het seizoen 1991-92. Momenteel is hij nog altijd tweede in de stand voor het all-time scoorders in Virginia High school. Hij maakte er 2530. Toen hij afstudeerde stond hij wel op nummer 1.

## College Carrière

### Old Dominion University
Odell Hodge groeide in zijn carrière bij Old Dominion University uit tot een van de beste mannelijke basketbalspelers ooit in de geschiedenis van de universiteit. Hij begon er door prijzen weg te kapen als Colonial Athletic Association Rookie of the Year 1993. Dit was slechts het begin van een wervelende carrière bij Old Dominion University. In zijn carrière bij deze ploeg scoorde hij meer dan 2000 punten, maakte hij meer dan 1000 rebounds. Door zijn 2117 punten, 1086 rebounds behoort hij tot de slechts vier leden van de 2000/1000 club in de geschiedenis van Virginia. De andere spelers waren Ralph Sampson, Kenny Sanders en Jeff Cohen. In zowel 1994 als in 1997 won hij de titel van CAA Player of the Year and CAA Tournament MVP. Hij kreeg in 1997 een plaats in het CAA's All-Defensive team en staat in de CAA's top 10 aller tijden qua scoren en tweede in het shots blocken (286), net achter David Robinson, en staat hij in de CAA top 5 aller tijden voor het rebounden. Hodge studeerde af in 1997.  Door zijn succes bij de club werd zijn rugnummer, nummer 33, in 2010 uit gebruik gehaald en in de Hall of Fame van de club opgehangen.

## Professionele carrière

### Turkije
Nadat hij was afgestudeerd kon hij beginnen aan een professionele carrière als basketbalspeler. Ondanks zijn grote succesen in het College Basketball ging hij niet in de NBA spelen maar vertrok hij naar Turkije. Hij ging er spelen voor Fenerbahçe Ülker. Dit werd echter geen succes. Door een blessure speelde Hodge slechts 1 wedstrijd voor de Turkse club. Na 35 minuten kon hij niet meer verder. Hij deed het echter niet slecht want in die 35 minuten scoorde hij 17 punten en maakte hij 9 rebounds.

### België
Na één seizoen in Turkije vertrok hij naar België om er daar in de hoogste klasse te gaan spelen. Hier speelde hij voor 3 verschillende Belgische teams. Deze waren Royal Go Pass Pepinster, Telindus Mons Hainaut en Euphony Bree. Daarna speelde hij nog twee jaar als semiprofessional in de tweede klasse voor CUVA Houthalen.

## Na spelerscarrière
Na zijn professionele carrière was hij nog een tijdje speler-trainer bij een amateurteam uit Scherpenheuvel. 
Van 2013 tot 2017 was hij hoofd-coach van Hasselt BT. In 2015 werd het team kampioen en promoveerde promoveerde naar 1e Landelijke. Het volgende jaar promoveerde het team opnieuw (naar Top division 2).
Van 2014 tot maart 2019 was hij sportief manager bij Hubo Limburg United.

Sinds april 2019 is hij sportief manager en coach bij GSG Aarschot.